# Winfried Muthesius

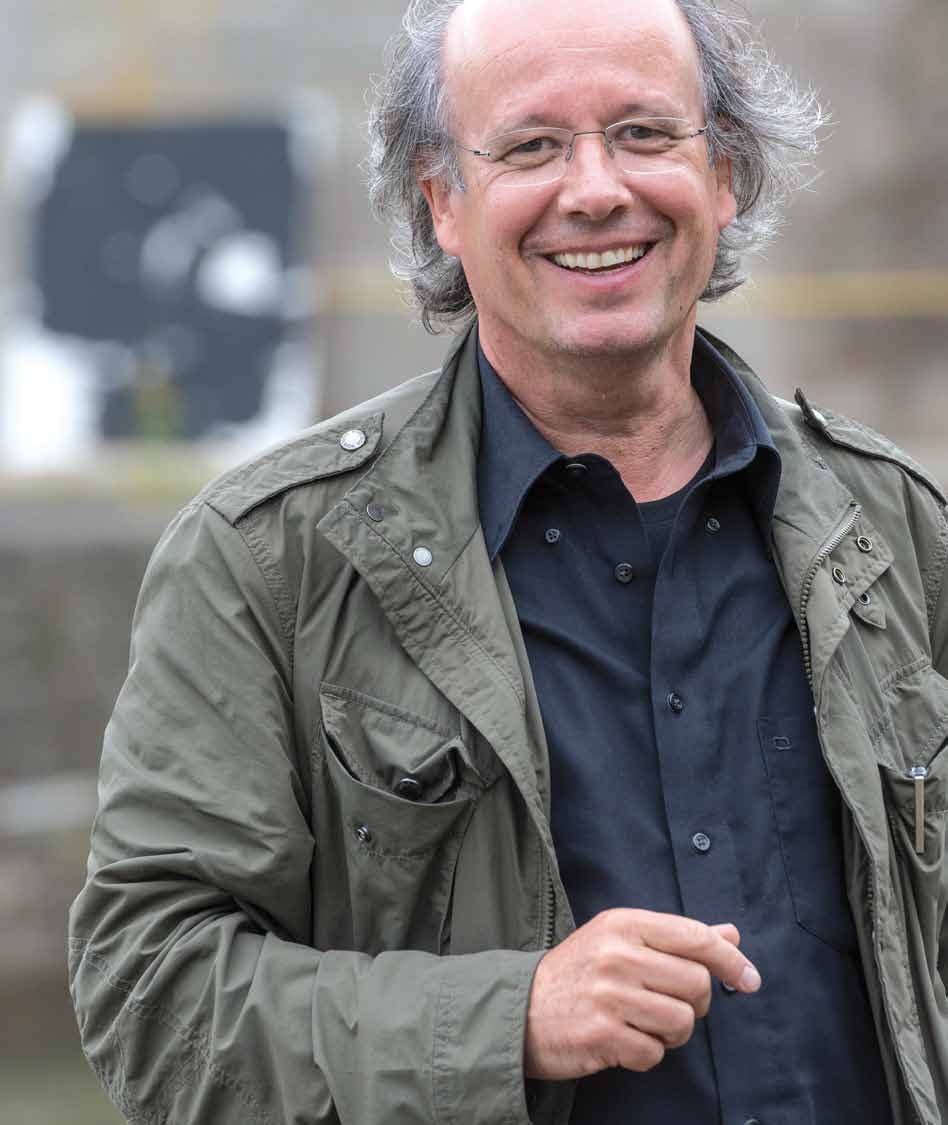
Winfried Muthesius, 2014

Winfried Muthesius (* 28. August 1957 in Berlin) ist ein deutscher Maler, Fotograf und Installationskünstler.

## Leben
Sein Urgroßonkel war der deutsche Architekt Hermann Muthesius. Seit dem Tod seiner Frau Marianne Muthesius (2001) ist er auch Inhaber eines Immobilienunternehmens. Er ist Vater von Laura Muthesius, Bloggerin und Fotografin.
Er lebt und arbeitet in Berlin und Brandenburg.

## Künstlerisches Wirken

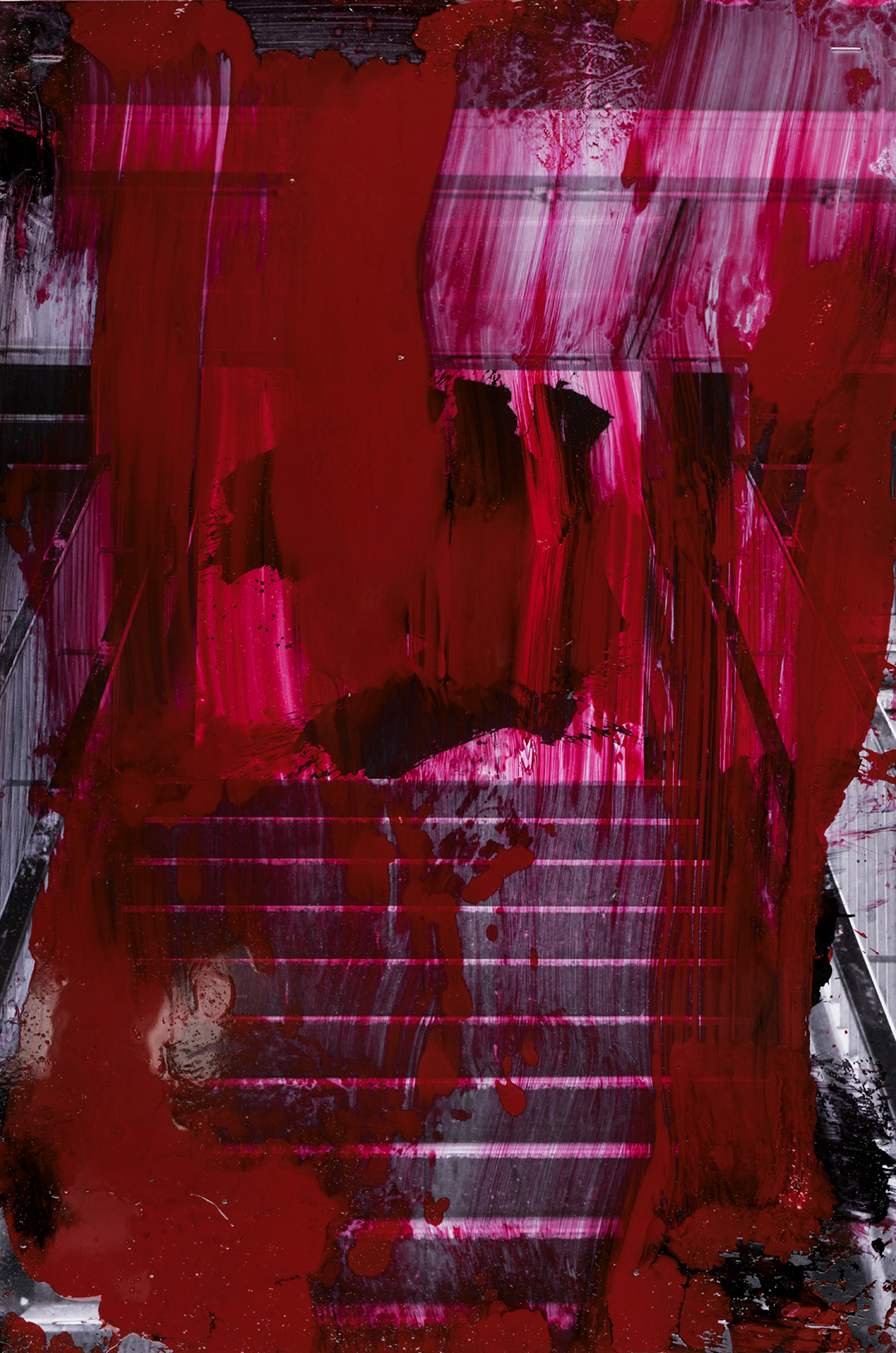
X-Serie II, pittura oscura
Winfried Muthesius, 2016

Muthesius lässt sich, vom Beginn seines künstlerischen Schaffens an, von unterschiedlichen Konkreta im Raum ansprechen, die er skizziert, malt, fotografiert, übermalt, weiter bearbeitet, installiert, in neue Zusammenhänge setzt und mit denen er den Betrachter bewusst in Wahrnehmungskonflikte bringen und ihm veränderte Perspektiven und Sichtweisen ermöglichen will. Ausgangspunkt für Muthesius’ Arbeitsweise ist stets ein konkretes Objekt, dessen Kern er durch unterschiedliche Techniken und Reduktionen in mehreren Arbeitsprozessen freilegt.
Winfried Muthesius absolvierte sein Studium an der Hochschule der Künste (heute Universität der Künste) in Berlin (1979–1984). Er war Schüler von Hermann Wiesler, dessen kunstsoziologische Ausführungen ihn prägten. Seine erste künstlerische Auslandsstation führte in 1982/82 nach Florenz an die Accademia di Belle Arti. Dort setzte er sich mit der Architektur der Stadt auseinander. Aus einer Vielzahl von Skizzen entstanden die ersten Arbeiten in Tusche, Aquarell, Tempera und Öl.
Ab 1982 fokussiert er das Brandenburger Tor in seiner Heimatstadt Berlin als Motiv für seine Werke. Diese belegen, wie Muthesius seine Formensprache durch Reduktion immer stärker pointiert und so den Grundstein für seinen heutigen Malstil legt. 1987 erhält er ein Arbeitsstipendium des Künstlerhauses Salzburg. Aus dieser Phase stammt eine Serie von Salzburg-Bildern. 1988 zieht es ihn erstmals dann regelmäßig nach New York. Im Laufe der Jahre sind dort viele Skizzen von hochragenden Raumperspektiven und architektonischen Höhepunkten entstanden, insbesondere auch vom World Trade Center. Nach 9/11 schuf er bis in die jüngste Zeit weitere Arbeiten zu Ground Zero. Als er im Jahr 1989 ein Arbeitsstipendium des Berliner Senats erhält, wählt er in einer Serie von Bildern die neuralgische Schnittstelle zwischen Ost und West als zentrales Motiv: das Brandenburger Tor.
Von 1991/1992 stammen seine erste Serien von Kreuz- und Schädelbildern, die er bis heute fortsetzt.
Muthesius begann im Jahr 1992 Technik und Begriff der pittura oscura zu entwickeln. Dabei handelt es sich um vielschichtige Bilder mit Tiefenwirkung, die in mehreren Arbeitsprozessen entstehen und die Genren Fotografie und Malerei vereinen: Aus einer Skizze kreiert Muthesius ein Ursprungsgemälde. Dies stellt er in einen öffentlichen Raum und fotografiert es. Das so entstandene Foto wird übermalt und erneut reproduziert. Bis heute arbeitet Muthesius mit dieser Technik.

Die Weiterentwicklung seiner pittura oscura ist an unterschiedlichen Serien festzumachen. Zur Serie noli me tangere gab es 2016, zur Serie genius loci und triomphe 2019 Einzelausstellungen in Berlin. brennpunkt, das Magazin für Fotografie, das über beide berichtete, erklärt dazu: 
„Seinem Stile treu, bewegt er sich weiterhin grenzüberschreitend, schichtet mehrere Ebenen von Malerei und Fotografie übereinander, so dass die unterschiedlichen Bildelemente sich ineinander verschlingen und völlig neue Wirklichkeiten kreieren, in der sich das fotografische Element fast gänzlich zurückzieht oder stark in den Hintergrund tritt. […] Genius Loci entstand in Berlin, an sogenannten Unorten, wie ehemalige Industriestandorte am Rand von Moabit und rund um den Bahnhof Zoo. Ganz im Gegensatz dazu steht die Serie Triomphe. Sie hatte ihren Ursprung in Paris, an monumentalen und zentralen Orten, wie dem Arc de Triomphe, dem Eiffelturm und an der Seine, nahe des Place Concorde. Interessantersweise lösen sich in den Werken der beiden Serien, die Klischees, die wir mit diesen Orten verbinden, auf. Der Glamour von Paris, Schmutz, Gestank und Unwirtlichkeit der ‚Berliner Unorte‘ verschmelzen und machen einer neuen Qualität Platz, die poetisch, brachial, verstörend und faszinierend sein kann und die teilweise der Abstraktion sehr nahe kommt.“
Die Serie Stern entstand ab 1995. Sie umfasst großformatige Bilder. In den Serien Stern, aber auch Kreuz wird Gewalt aus Geschichte und Gegenwart thematisiert.

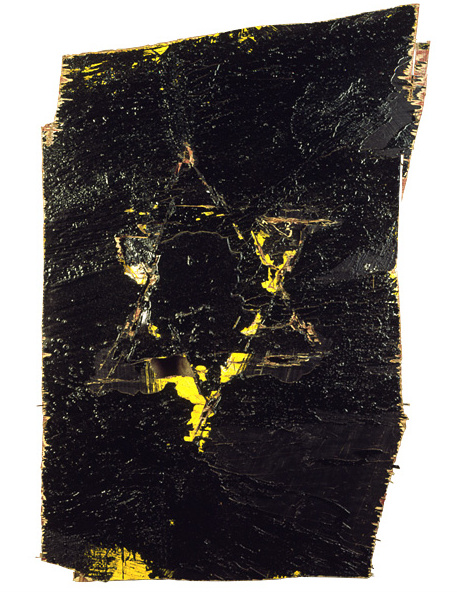
Stern
Winfried Muthesius, 1995

Mit Axt und Kettensäge in Bildträger eingehauene Davidsterne greifen die Vertreibung des jüdischen Volkes über Jahrhunderte auf, als Mahnung gegen das Vergessen und für den Respekt und die Anerkennung des Anderen.
Bei den Kreuz Bildern löst Muthesius die Statik des Kreuzes auf, so dass ein Eindruck der Bewegung entsteht. Auf einem großformatigen Bildträger aus Holz werden die Kreuze in Bitumen und Öl aufgetragen.

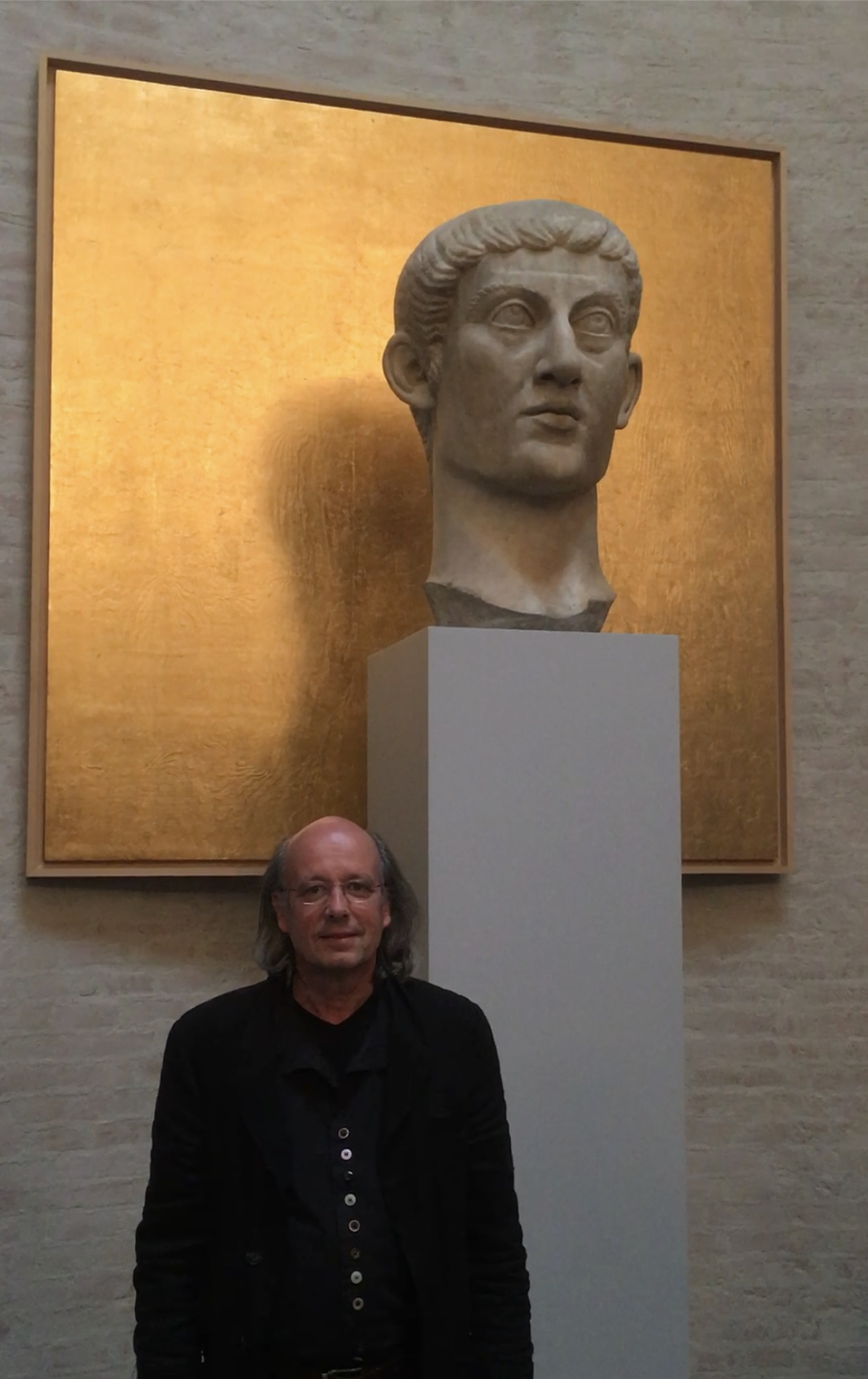
Kolossaler Porträtkopf Kaiser Konstantins (320 n. Chr., Leihgabe des Metropolitan Museum of Art, New York) vor golden field von Winfried Muthesius, Staatliche Antikensammlung und Glyptothek, Ausstellung Charakterköpfe, Griechen und Römer im Porträt, München 2017.

Ab 2002 widmet sich Muthesius monochromen Bildern in Gold, den Golden Fields, wie z. B. tabula aurea in der Staatlichen Antikensammlung und Glyptothek, München oder Der Himmel unter Berlin.

Als die Staatliche Antikensammlung und Glyptothek 2017 die Ausstellung Charakterköpfe – Griechen und Römer im Porträt eröffnete, präsentierte sie den kollosallen Porträtkopf des Kaisers Konstantin aus dem Jahre 320 n. Chr. in Kombination mit dem modernen golden field von Winfried Muthesius im Kuppelsaal: 
„Der Kaiser erscheint jugendlich-charismatisch, zugleich aber – durch die weit geöffneten Augen – göttlich inspiriert und vorausschauend auf das Zukünftige blickend“, was sich im Glanz des monochromen Goldgemäldes spiegelt.
Daraus entwickelt er die Technik broken gold. Der mit Blattgold versehene Bildträger wird nachträglich in Teilen zerstört, ausgefranst oder auf der Fläche geritzt. So entstehen Werke, die auf Brüchigkeit und Verletzlichkeit in Geschichte und Zeit verweisen. Für die Kapelle in Schwanenwerder schuf Muthesius ein golden field als Altarbild. 2017 bearbeitete der Künstler in einer Kunstaktion im Rahmen der Bildandacht „Zu schön, um wahr zu sein“ sein Werk nachträglich mit Kettensäge und Axt. Das neue Altarbild, ein broken gold, ist geschunden, gebrochen, mit Wunden versehen, wie die Christus-Skulptur davor. 
„Die Aktion beobachteten Hunderte Passanten, die Sägegeräusche waren weit über den Syntagma-Platz hinaus zu hören. ‚Ich mache damit auf die Umweltzerstörung aber auch auf die Gefahren für die Demokratie aufmerksam‘, erklärte Muthesius.“,
bei der Landesgartenschau des Freistaats Bayern im Sommer 2018 in Würzburg auf einem ehemaligen Flugplatz 
„Sein temporäres Freilichtatelier lag in der Landesgartenschau auf der früheren Startbahn am „Point of no Return“. So lautet auch der Titel seiner Performance. Muthesius arbeitete mit der Kettensäge an dem Punkt, von dem an ein startendes Flugzeug nicht mehr bremsen kann, sondern weiter zum Abheben beschleunigen muss. Für den renommierten Künstler, der vor vier Jahren im Würzburger Museum am Dom ausstellte, verweist ein solcher Punkt symbolisch auf ‚Zerstörungsprozesse in Natur und Gesellschaft‘.“
im Rahmen der Buchmesse in Frankfurt auf dem Römerberg, dem historischen Ort der Bücherverbrennung, im Oktober 2018
„Kunst als Konfrontation. So arbeitet der Künstler Winfried Muthesius. Am Nachmittag hat er Menschen auf dem Römerberg in Frankfurt mit einer verwirrenden Aktion konfrontiert. Sie wurden Zeugen einer Zerstörung, die an die Bücherverbrennung 1933 an genau derselben Stelle erinnern sollte. Doch diesmal lasen junge Erwachsene Texte, die ein Zeichen setzen sollen gegen Extremismus sowie für die Freiheit des Wortes und die Demokratie.“
oder in Berlin vor dem Reichstag während der Corona-Pandemie 2020 mit broken gold
„Mit einer Kettensäge für den Erhalt der Demokratie in Corona-Zeiten. […] Was in Jahrhunderten für die Freiheit erkämpft wurde, sei eben sehr zerbrechlich.“.
dark gold nennt Muthesius seine Gold-Felder, die er an sozialen Brennpunkten anbringt, um auf Menschen am Rande der Gesellschaft und soziale Missstände hinzuweisen. „Dort allerdings durchzieht ein dunkler Riss das goldene Segenszeichen“, wie der Journalist Benjamin Lassiwe es auf den Punkt bringt.

Im größten Strafgericht Europas, dem Kriminalgericht Moabit, installierte Muthesius ebenfalls Gold-Felder und nennt sein Kunstwerk in Gericht und JVA free
„Sie schieben sich nicht aufdringlich ins Bild, sondern tauchen beiläufig auf, wo man sie nicht erwartet – im Gerichtsgebäude etwa neben einer Saaltür, in der Nähe eines Feuerlöschers oder eines Fluchtwegweisers.“

„Kunst im Kriminalgericht. Und dann auch noch Kunst zum Thema "Freiheit". Das mag für den unbefangenen Betrachter ein Widerspruch sein – ist es aber nur auf den ersten Blick. Diesen vermeintlichen Widerspruch auszuloten, uns zum Nachdenken und Innhalten zu bewegen, ist das Anliegen der Dauerausstellung free von Winfried Muthesius, der 2019 über hundert von seinen golden fields im Kriminalgericht und der benachbarten JVA Moabit installiert hat.“, so der Präsident des Amtsgerichts Tiergarten Hans-Michael Borgas, im Buch free – Perspektiven auf die Freiheit, für das Muthesius Kunstwerk Auslöser war.

## Ausstellungs- und Installationsorte (Auswahl)
- 1985: Galerie Zellermayer, Berlin
- 1986: Galerie Muda 2, Hamburg
- 1988: Salzburger Kunstverein, Salzburg
- 1989: Live Kunst ZDF (mit Frank Dornseif)
- 1990: Galerie Nane Stern, Paris
- 1990: Museum für Deutsche Geschichte, Berlin Ost (Gruppenausstellung)
- 1990: Kunststation St. Peter, Köln
- 1990: Amerika-Haus (Berlin), Berlin
- 1991: Kulturabteilung Bayer Leverkusen, Leverkusen
- 1991: Galerie vier, Berlin
- 1991: Goethe-Institut, Paris
- 1992: Römisch-Germanisches Museum, Köln
- 1994: Berliner Dom, Berlin
- 1995: Theatinerkirche, München
- 1995: Galerie Heseler, München
- 1995: Goethe-Institut, Bonn
- 1996: Freisinger Dom, München-Freising
- 1999: Kunsthalle, Luckenwalde
- 2001: Franz-Hitze-Haus (Edith Stein Kapelle), Münster
- 2002: Museum am Dom, Trier
- 2003: Glyptothek, München
- 2003: Galerie Michael Schultz, Berlin
- 2009: St. Matthäus, Berlin
- 2014: Museum am Dom, Würzburg
- 2016: Galerie Springer, Berlin
- 2017: golden field in der Glyptothek, München[37]
- 2018: Museum für Franken, Würzburg[38]
- 2018: Numismatisches Museum Athen[39][40]
- 2018: Syntagma-Platz (Athen)[41][42]
- 2018: Bayerische Landesgartenschau Würzburg[43]
- 2019: Galerie Springer Berlin[44]
- 2019: Kriminalgericht Moabit Berlin[45][46]

## Dauerhafte Präsentationen und Sammlungen (Auswahl)
Öl-Bilder
- Brandenburger Tore:
  - Deutsche Botschaft in Moskau
  - Berlin-Museum, Berlin
- Kreuz
  - Museum am Dom, Würzburg

Golden Field, Broken Gold
- Glyptothek München
- Altarbild, St. Canisius, Berlin

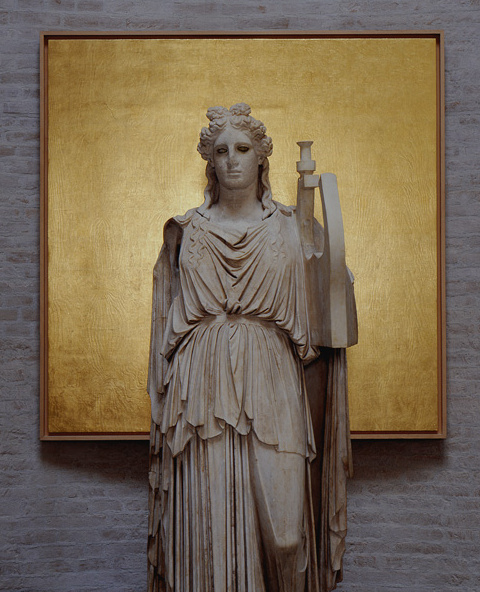
tabula aurea (Bild im Hintergrund)
Staatliche Antikensammlung und Glyptothek München, dauerhaftes Exponat seit 2003

- Installation in Edith Stein Kapelle, Münster
- VIP-Lounge des Flughafens München
- U-Bahnhöfe in Berlin
- Kriminalgericht Moabit in Berlin

## Zitate zu Arbeiten von Winfried Muthesius nach Werkgruppen sortiert (Auswahl)
Jörn Merkert über Brandenburger Tore:

„Wieder begegnen wir dieser für die Haltung von Winfried Muthesius so charakteristischen Widersprüchlichkeit, die wir schon in zahlreichen Zusammenhängen haben benennen können; diesmal in der Gleichzeitigkeit von Bewusstem und Unbewusstem. Oder darin, dass Eindeutigkeit und Präzision der Architektur in seiner Malerei mit offenen, bewegten Mitteln beschrieben werden. […] Es zeigt auf der geistigen Ebene das so ganz anders gelagerte und erst von ihm erforschte Terrain, das der internationale abstrakte Expressionismus noch nicht betreten hatte.“

Christoph Tannert zu Stern:

„Muthesius hat mit dieser Bildreihe eine Gedächtnisreihe gestaltet, die die Leere benötigt, denn sie will nach all den rassistischen Gewalttaten, die es wieder in Deutschland gibt […], hinweisen, auf etwas, das herausgebrochen wurde aus dem deutschen Kulturkreis. Das Zuschlagen mit der Axt thematisiert vergangene und gegenwärtige Gewalt. […] Bis heute verbindet sich mit dem Material Bitumen etwas von brennendem Asphalt und verbrannter Erde. Muthesius bezieht sich auf unser kollektives Gedächtnis, dessen Konstruktion er dem Betrachter abverlangt….“

Thomas A. Baltrock zu Kreuz:

„Winfried Muthesius […] fixiert unsere Aufmerksamkeit, ohne sie zu binden. Sein Kreuz ist Präsenz, kein Verweis, und holt so uralte kirchliche Traditionen ein, die in den historisierenden Machwerken, die uns manche neue „Kirchenkunst“ präsentiert, längst vergessen ist.“

Hermann Wiesler über Schädelbilder:

„die Schädelbilder von Muthesius weisen auf das Leben unmittelbar zurück, so, als ob ‚Im ernsten Beinhaus‘ (Goethe) ‚ein Lebensquell dem Tod entspränge‘.“

Thomas Sternberg zu Golden Fields:

„Es sind keine aufwändigen Installationen, sondern unerwartete, stille Interventionen im öffentlichen Raum. Denn im Einfachsten, im Erbärmlichsten, an völlig unbedeutenden Orten des Alltags kann Gott begegnen. Wie Joseph Beuys es einmal ausdrückte: ‚Die Mysterien finden im Hauptbahnhof statt.‘“

Christoph Tannert zu Pittura Oscura:

„Natürlich verweisen die eingearbeiteten fotografischen Bilder auf klar zu identifizierende Orte […] Muthesius denkt dabei nicht nur an Diskontinuitäten, er zelebriert sie. […] Muthesius legt den Finger in die Wunde des Unzulänglichen in der Gewissheit, dass sich das Eigentliche erst noch ereignen muss.“